# Lújar
Lújar est une municipalité espagnole de la province de Grenade.

## Géographie

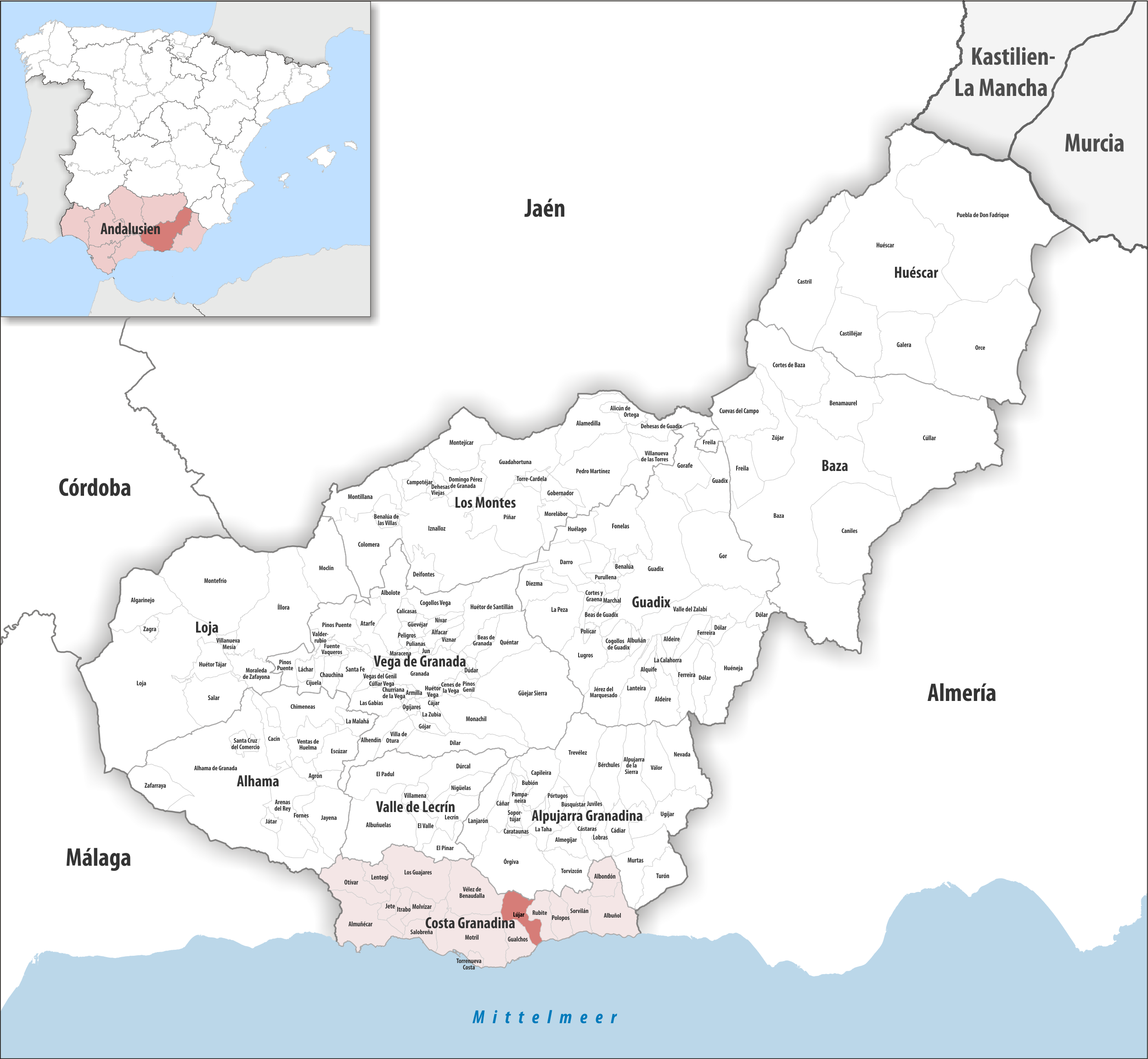
Lújar dans la comarque Côte grenadine, province de Grenade / en Andalousie

### Localisation
La commune de Lújar se trouve dans le sud  de l'Espagne, dans la partie est de la province de Grenade et au centre-droite de la comarque Côte grenadine (en espagnol Costa Granadina). Elle est sur la côte méditerranéenne, plus précisément sur la côte de la mer d'Alboran.
Motril, chef-lieu de comarque, est à 26 km sud-ouest ;
Grenade est à 93 km nord ;
Madrid à 508 km nord ;
Gibraltar à 266 km ouest-sud-ouest (distances par route).

### Généralités
Les villages et hameaux principaux de la commune sont Lújar, au pied de la sierra de Lújar (es) et à 7 km de la côte ;
Los Carlos (es), qui se trouve sur la route de Lújar à la côte ;
et Los Cambriles, sur la côte.
La façade côtière de Lújar fait à peine plus de 1 km de longueur.
Il n'y a pas de cours d'eau permanent sur la commune, mais il y a un certain nombre de cours d'eau saisonniers dont le plus grand est la rambla del Hornillo ou rambla de Olias à l'ouest ; il vient du nord jusqu'à la mer et son lit – qui, quand il est à sec, ressemble de loin à un large chemin de terre comme dans la photo de vue générale ci-dessous – sert de démarcation entre Gualchos et Lújar (sauf pour ses derniers 800 m où il est sur Gualchos). Sur ses derniers 4 km à partir de Los Carlos, sa vallée est entièrement envahie d'un tapis de serres ; cette couverture de serres se prolonge de même sur plus de 1 km le long de la rambla de Rubite qui vient du nord-est et rejoint la rambla del Hornillo à Los Carlos.
La commune est traversée d'est en ouest par l'autoroute A-7 qui longe la côte sauf pour le contournement des agglomérations. Il y a un échangeur d'entrée/sortie sur la commune.

La nationale N-340 traverse une partie de la commune, venant de Gualchos et de Motril au sud-ouest. Elle passe à Los Cambriles puis rejoint l'autoroute pour servir de sortie, mais elle est prolongée vers l'est par la N-340a qui longe la côte de près.

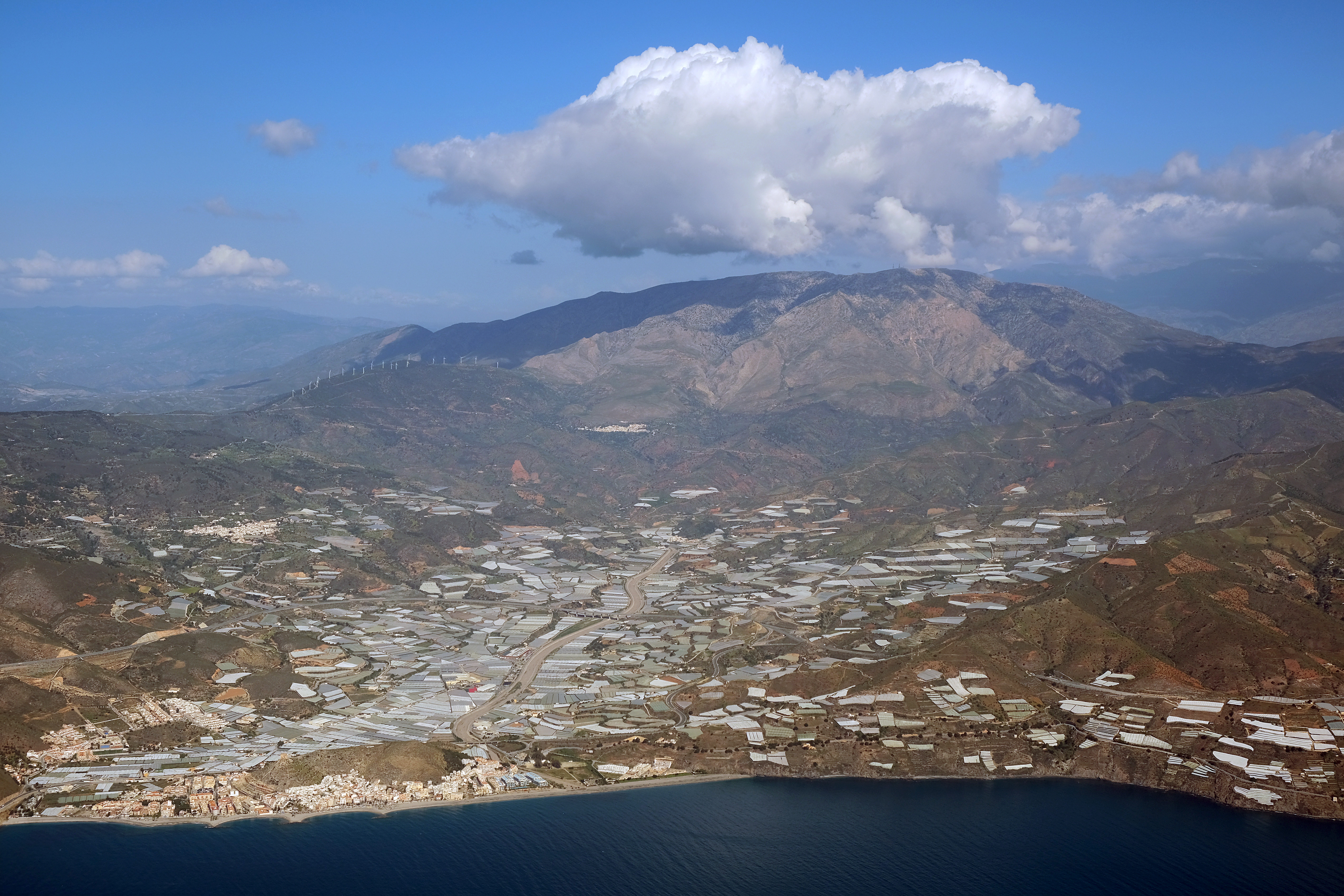
Vue générale, avec Castell de Ferro (es) (Gualchos) à gauche, la commune de Lújar au centre, le village de Lújar au pied de la sierra de Lújar (es) au fond, et une partie de Rubite à droite
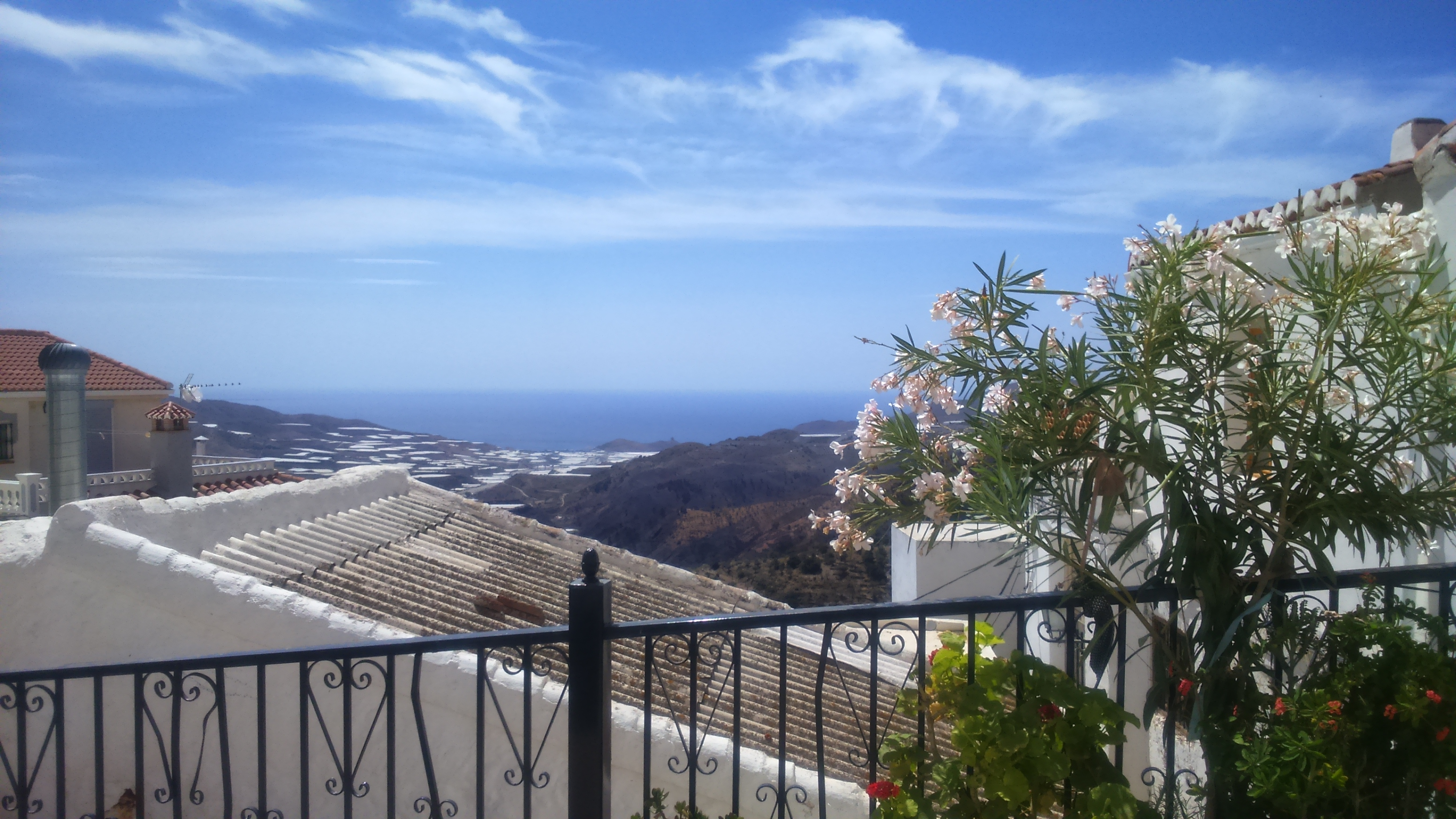
La Méditerranée vue depuis le quartier du Castillo au village de Lújar

## Démographie
| 1991 | 1996 | 2001 | 2004 | 2007 |
| ---- | ---- | ---- | ---- | ---- |
| 623  | 572  | 512  | 506  | 497  |

## Tourisme
Il y a une plage sur Lujar : la plage de los Cambriles.